# Copa Amistad Chile-Brasil 1990
La Copa Amistad Chile-Brasil 1990 fue un torneo organizado con la finalidad de reencontrarse con los equipos brasileños después del triste episodio del Maracanazo de la Selección Chilena.
Se jugó en el mes de julio contó con la participación de los equipos chilenos Colo-Colo y Universidad de Chile y los brasileños Sao Paulo y  Flamengo.
El primer lugar lo obtuvieron Sao Paulo y Colo-Colo, pero el título fue para el equipo brasileño por su calidad de visita y en concordancia con el espíritu amistad del cuadrangular.

## Datos de los equipos participantes
| Equipo               | Calidad                                                          |
| -------------------- | ---------------------------------------------------------------- |
| Colo-Colo            | Anfitrión y campeón de la Primera División de Chile 1989         |
| Universidad de Chile | Invitado y campeón de la Primera División B de Chile 1989        |
| Sao Paulo            | Invitado y subcampeón del Campeonato Brasileño de Fútbol de 1989 |
| Flamengo             | Invitado y noveno del Campeonato Brasileño de Fútbol de 1989     |

### Modalidad
El torneo se jugó en dos fechas, en jornada doble, en las cuales solo enfrentaron a los equipos chilenos versus los brasileños, resultando campeón aquel equipo con mayor cantidad de puntos en la tabla de posiciones.

## Partidos

### Primera fecha
| 19 de julio de 1990 | Universidad de Chile                            | 2:1 | Flamengo | Estadio Nacional de Santiago, Santiago                   |                                                          |
|                     | Martín Gálvez 23' (penal) · Cristián Olguín 26' |     | Ailton   | Asistencia: 9.247 espectadores Árbitro(s): Enrique Marín | Asistencia: 9.247 espectadores Árbitro(s): Enrique Marín |

| 19 de julio de 1990 | Colo-Colo | 0:0 | Sao Paulo | Estadio Nacional de Santiago, Santiago                   |  |
|                     |           |     |           | Asistencia: 9.247 espectadores Árbitro(s): Gastón Castro |  |

### Segunda fecha
| 21 de julio de 1990 | Universidad de Chile | 0:2 | Sao Paulo              | Estadio Nacional de Santiago, Santiago                   |                                                          |
|                     |                      |     | Aguirre 14' · Cafú 73' | Asistencia: 9.480 espectadores Árbitro(s): Iván Guerrero | Asistencia: 9.480 espectadores Árbitro(s): Iván Guerrero |

| 21 de julio de 1990 | Colo-Colo                                     | 2:0 | Flamengo | Estadio Nacional de Santiago, Santiago                  |                                                         |
|                     | Rubén Martínez 45' · Marcelo Barticciotto 52' |     |          | Asistencia: 9.480 espectadores Árbitro(s): Hernán Silva | Asistencia: 9.480 espectadores Árbitro(s): Hernán Silva |

## Tabla de posiciones
| Pos | Equipo               | PJ | PG | PE | PP | GF | GC | Dif | Pts |
| --- | -------------------- | -- | -- | -- | -- | -- | -- | --- | --- |
| 1   | Sao Paulo            | 2  | 1  | 1  | 0  | 2  | 0  | 2   | 3   |
| 2   | Colo-Colo            | 2  | 1  | 1  | 0  | 2  | 0  | 2   | 3   |
| 3   | Universidad de Chile | 2  | 1  | 0  | 1  | 2  | 3  | -1  | 2   |
| 4   | Flamengo             | 2  | 0  | 0  | 2  | 1  | 4  | -3  | 0   |

PJ=Partidos jugados; PG=Partidos ganados; PE=Partidos empatados; PP=Partidos perdidos; GF=Goles a favor; GC=Goles en contra; Dif=Diferencia de gol; Pts=Puntos
|  | Campeón |

## Campeón
| Poland    |
| Sao Paulo |